# Anthidiellum orichalciscopatum
Anthidiellum orichalciscopatum är en biart som först beskrevs av Embrik Strand 1912.  Anthidiellum orichalciscopatum ingår i släktet Anthidiellum och familjen buksamlarbin. Inga underarter finns listade i Catalogue of Life.